# 冯宾符
冯宾符（1914年—1966年），原名贞用，字仲足，后以别号宾符行，男，浙江慈溪人，中华人民共和国政治人物，

## 生平
冯宾符是浙江慈谿孝中镇人。早年毕业于宁波效实中学，至上海任商务印书馆校对、生活书店编辑，1934年始发表译著和评论文章。抗日战争爆发后参加上海文化界救亡协会及复社，主编《译报周刊》，参与翻译斯诺《西行漫记》。1942年遭日军宪兵队逮捕，后释出。1945年底，中国民主促进会成立，为发起人之一。后历任上海《联合日报》总编辑、世界知识出版社主编、《联合晚报》主笔等。1947年加入中国共产党。中华人民共和国成立后，历任世界知识出版社副社长、社长兼总编辑，人民出版社副总编辑，中国民主促进会中央常务委员兼秘书长，民主促进会北京市委员会主任委员等职。1954年，当选第一届全国人民代表大会代表。逝于北京。

## 家庭
冯开次子，冯昭奎之父。